# Mobile Suit Gundam: Hyper Classic Operation
Mobile Suit Gundam: Hyper Classic Operation est un jeu vidéo de stratégie développé et édité par Family Soft en 1992 sur FM Towns. C'est une adaptation en jeu vidéo de la série basée sur l'anime Mobile Suit Gundam. C'est le premier opus d'une série de deux jeux vidéo.

## Série
1. Mobile Suit Gundam: Hyper Classic Operation
2. Mobile Suit Gundam: Hyper Desert Operation : 1992, FM Towns